# Telekom Malaysia FC
El Telekom Malaysia FC fue un equipo de fútbol de Malasia que alguna vez jugó en la Super Liga de Malasia, la liga de fútbol más importante del país.

## Historia
Fue fundado en el año 1994 en la capital Kuala Lumpur, aunque sus partidos los jugaban en Paya Rumput; y era el equipo representante de Telekom Malaysia, el grupo líder en información y comunicaciones en Malasia.
El club nunca pudo ser campeón de la Super Liga de Malasia, aunque sí pudieron ganar la Copa FA de Malasia en dos ocasiones y a nivel internacional participaron en 2 torneos continentales, en los cuales nunca pudo superar la primera ronda.
El club desapareció al finalizar la temporada 2006/07 por falta de apoyo financiero.

## Palmarés
- Copa FA de Malasia: 2

1996, 1998

## Participación en competiciones de la AFC
| Temporada | Torneo                 | Ronda | Club                    | Resultado |
| --------- | ---------------------- | ----- | ----------------------- | --------- |
| 1986      | Copa de Clubes de Asia | 1     | KYTB                    | 0-2       |
| 1986      | Copa de Clubes de Asia | 1     | Bangkok Bank FC         | 1-5       |
| 1986      | Copa de Clubes de Asia | 1     | Tiong Bahru CSC         | 0-0       |
| 1986      | Copa de Clubes de Asia | 1     | ADP FC                  | 1-0       |
| 1997/98   | Recopa de la AFC       | 1     | Royal Thai Air Force FC | 0-0, 1-2  |